# Gli ammutinati di Sing Sing
Gli ammutinati di Sing Sing (Within These Walls) è un film del 1945 diretto da H. Bruce Humberstone.

## Trama
Michael Howland è un severo giudice penale al quale viene assegnato il controllo di un caotico carcere, dove impone un rigido regime di disciplina sui detenuti. Egli è altrettanto rigido e duro con i suoi due figli, Tommie e Anne. Tuttavia Tommie viene arrestato e finisce proprio nel carcere amministrato da suo padre.

## Produzione
Il film, prodotto dalla Twentieth Century Fox Film Corporation con il titolo di lavorazione This Is the Law, venne girato in bianco e nero con il sistema sonoro Western Electric Mirrophonic Recording.
Le riprese, iniziate il 21 febbraio, durarono fino al 29 marzo 1945.

## Distribuzione
Il film venne distribuito nelle sale statunitensi nel luglio 1945, dopo la prima tenutasi a New York il 13 luglio; in Italia venne distribuito nel 1950 e nel 1964.